# Mina Owczyńska
 (décembre 2021).
Les informations dans cet article sont mal organisées, redondantes, ou il existe des sections bien trop longues. Structurez-le ou soumettez des propositions en page de discussion.
Avec le temps, il arrive que le contenu présent dans un article devienne désordonné. Il est souvent nécessaire de réorganiser l'article de fond en comble.
- Il faut tout d’abord répartir le contenu de l'article en plusieurs sections. Les informations doivent ensuite être exposées clairement et le plus synthétiquement possible, regroupées par sujet afin d'éviter les doublons. Quelqu'un cherchant une information précise doit pouvoir la trouver rapidement en lisant la section appropriée.
- À l'intérieur de chaque section, le texte, souvent initialement sous la forme de phrases éparses, doit être regroupé dans des paragraphes de quelques lignes, en assurant un enchaînement logique et une cohérence entre les phrases.
- Lorsque l'article ou l'une de ses sections développe trop longuement un point qui n'est pas dans le cœur du sujet traité, il convient de faire une synthèse et de transférer l'ancien contenu dans des articles plus appropriés (en cas de transfert, il faut impérativement respecter la procédure Aide:Scission).

Si vous pensez que ces points ont été résolus, vous pouvez retirer ce bandeau et améliorer le plan d'un autre article.
Mina Owczyńska, née en 1879 à Švenčionys (Lituanie)[réf. nécessaire] et morte le 16 février 1941 à Nice (France), est connue pour être la mère de l'écrivain français Romain Gary et sa principale inspiration pour le roman La Promesse de l'aube (1960).

## Biographie
Mina Owczyńska est la fille de Josel (Joseph) Owczyński et  Gitla Kawarskaja. Elle a deux frères, Boris Owczynski (1890-1949) et Eliasz Owczynski. Ce dernier émigre en France et l'accueille quand elle vient à son tour ; il est le père de Dinah (1906), qui épouse Paul Pavlowitch (1893-1953) et donne naissance à Paul-Alex Pavlowitch (1942-).
Mina Owczyńska fait des études secondaires en yiddish et en russe dans un établissement de la communauté juive et où elle participe à un groupe de jeunesse d'orientation socialiste, le « cercle Yehoash ».
Elle se marie à Reuven Bregsztein, originaire de Kaunas comme sa propre mère, dont elle divorce à une date indéterminée. Il existe peu d'informations quant à ce premier mariage sinon qu'en est issu un fils du nom de Joseph Bregsztein né en 1902 (et mort à vingt-et-un ans) et qui semble avoir habité avec le jeune Roman de mars 1922 à avril 1923 avant de mourir de maladie peu après à Gdańsk.
Le 28 août 1912, elle se remarie avec Arieh-Leïb Kacew (prononcé en polonais [kat͡sɛf]), fourreur de profession et administrateur d’une synagogue. Elle exerce comme modiste.
Le 21 mai 1914 naît Roman Kacew, futur écrivain sous les noms de Romain Gary et d'Émile Ajar.
En 1914, la guerre éclate et Arieh-Leïb Kacew est mobilisé dans l'armée russe. Mina Owczyńska quitte Vilnius avec son  fils et retourne à Švenčionys. Après quelques mois, une mesure générale d'expulsion des personnes de confession juive de la zone du front l'oblige à passer plusieurs années en Russie proprement dite. Elle y vit plusieurs années et les informations sur ce séjour sont obscures. Dans ses livres, Romain Gary évoque des séjours à Koursk et à Moscou, un voyage à travers la Russie en traîneau et en train, la rencontre de matelots révolutionnaires dans un port non précisé ; durant cette période, Mina aurait été comédienne, participant aussi à l'agitprop révolutionnaire. Aucune source indépendante ne confirme ces assertions.
En septembre 1921, la présence de Mina et de Roman est attestée à Vilnius, grâce au registre des locataires d'un immeuble au no 16 de la rue Wielka-Pohulanka. Elle habite là quelques années avec son fils et avec son mari, une fois qu'il est démobilisé.
En 1925, le couple se sépare. Le divorce est prononcé en mai 1929. Romain Gary n'a pratiquement rien dit ni écrit de la période où son père vivait avec eux à Vilnius, ni sur la séparation ni sur le divorce. En mars ou avril 1925, peu avant la séparation, sa mère l'emmène à Bordighera où il voit la mer pour la première fois.
Roman est élevé par sa mère, qu'il présente comme une actrice de théâtre. Après la séparation, elle connaît des difficultés financières, car elle ne dispose plus des revenus du magasin de fourrures de son mari, et son petit atelier de chapeaux lui rapporte peu. En août 1925, elle retourne à Švenčionys, puis s'installe en 1926 à Varsovie, où sont déjà présents d'autres membres de sa famille, notamment son frère Boris, avocat, qui l'héberge.
Le 23 août 1928, avec un visa touristique, elle émigre en France. Elle arrive à Menton et s'installe à Nice, où se trouvent déjà son frère Eliasz et sa famille. Elle entame les démarches pour obtenir une autorisation de séjour, qui lui est accordée à la condition qu'elle n'occupe pas d'emploi. Pour gagner sa vie, elle vend d’abord « au noir » des articles de luxe dans les grands hôtels de Nice ou de Cannes, puis elle s'occupe de vente immobilière. L'un de ses clients lui confie alors la direction d'un petit hôtel, la pension Mermonts, au 7 boulevard Carlone (l'actuel boulevard François-Grosso).
Elle se découvre un diabète insulinodépendant et sa santé se dégrade. Les lois pétainistes l'obligent à quitter la pension Mermonts, qui prospérait sous sa direction. Le 16 février 1941, elle meurt d’un cancer de l’estomac dans une clinique à Nice, où l’avaient hospitalisée les Agid, les seuls amis de Gary.
Elle meurt en l'absence de son fils, engagé dans les Forces françaises libres. Dans La Promesse de l'aube, l'écrivain raconte avoir appris sa mort seulement en 1944, lors de son retour triomphal à Nice ; des recherches ultérieures montrent qu'il connaissait l'état de santé de sa mère et avait été averti « par un télégramme très brutal » de la mort de celle-ci, veillée par ses amis de jeunesse Sylvia Stave et René Agid — auxquels La Promesse de l'Aube est dédié.
Après la parution de La Promesse de l’aube, François Bondy, qui a vécu quelques mois à la pension Mermonts, a écrit à l'écrivain : « Ce roman est la vérité même… Il ressuscite l’étonnante et merveilleuse personnalité de ta mère qui n’avait nul besoin d’être transformée ou agrandie par l’imagination. Qui pouvait l’oublier, l’ayant connue ? » François Bondy disait aussi qu'elle était une personnalité théâtrale, non loin de la mythomanie. Son caractère était également bien trempé, comme en témoigne l'écrivain : « Quand je me trouvais au lycée, devant un professeur qui m'avait mal noté, ma mère disait : “Vous êtes un imbécile intégral, vous ne comprenez rien à rien.” Je me souviens de voir, devant le lycée de Nice, ma mère avec sa canne, arrêtant un professeur malheureux, un professeur de mathématiques. J'étais complètement nullard en mathématiques, il n'y a pas un professeur au monde qui aurait pu tirer quelque chose de moi à cet égard. Ma mère lui est tombée dessus en disant : “Ce n'est pas mon fils qui a besoin d'être en quatrième ou en troisième. C'est vous qui devriez y retourner pour apprendre les choses élémentaires que l'on doit enseigner aux enfants.” »